# Преграда

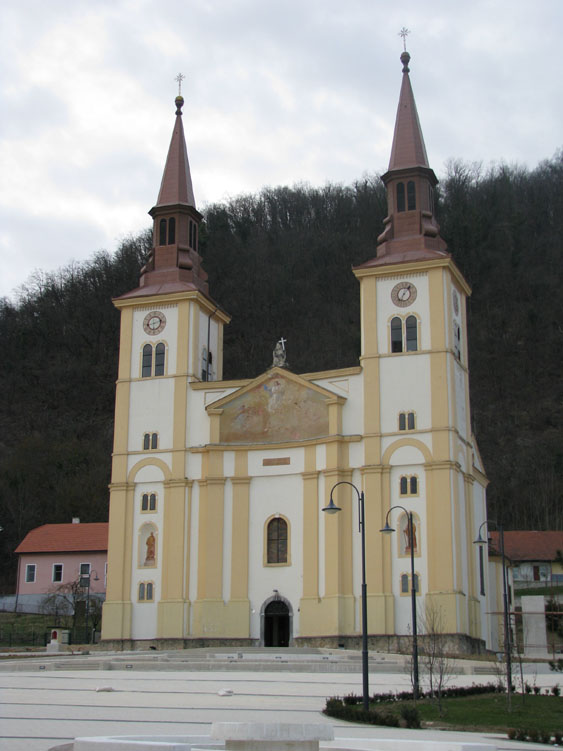
Парафіяльна церква Вознесіння Пресвятої Діви Марії в Преграді

Преграда (хорв. Pregrada) — місто на півночі Хорватії, у Хорватському Загір'ї, а також однойменна громада в складі Крапинсько-Загорської жупанії.

## Етимологія
Назва міста буквально означає «перепона», «бар'єр», «тіло, об'єкт, який щось перегороджує». Вперше вона згадується 9 серпня 1334 р. у статутах Загребського єпископства, заснованого в 1093 р. угорським королем Ласло I Святим на пагорбі Каптол. Як Преграда дістала свою назву, можна тільки здогадуватись. Є кілька гіпотез про утворення імені. Першу подав хорватський історик Джуро Сабо, який стверджує, що русло річки Костеліна (Kosteljina), яка протікає через це поселення, було перегороджено якоюсь перешкодою, то так і виникла назва поселення. Інша версія походить від Марістели Саблич, яка твердить, що власник Костела (одного з прилеглих до Прегради сіл) Юрай Брандербузький (Branderbuški) розмістив свої оборонні загони «перед містом» (хорв. pre(d) gradom) на схилах Кунагори, що й дало назву Преграда. Обидва варіанти мають свої підстави, але немає переконливих доказів. А третя, чи не найімовірніша гіпотеза говорить нам, що назву зумовлено географічним положенням.

## Населення
Населення громади за даними перепису 2011 року становило 6 594 осіб, 1 з яких назвали рідною українську мову, 98,98% з яких становили хорвати. Населення самого поселення становило 1 828 осіб.
Динаміка чисельності населення громади:
Динаміка чисельності населення центру громади:

## Населені пункти
Крім поселення Преграда, до громади також входять:
- Бенково
- Бреги Костельські
- Бушин
- Цигровець
- Доня Племенщина
- Габровець
- Горяково
- Горня Племенщина
- Клениці
- Костел
- Костелсько
- Мала Гора
- Маринець
- Мартиша-Вес
- Павловець-Преградський
- Сопот
- Стиперниця
- Светоюрський Врх
- Валентиново
- Велика Гора
- Винагора
- Вишневець
- Войсак
- Врхи-Преградські
- Врхи-Винагорські

## Клімат
Середня річна температура становить 9,90°C, середня максимальна – 23,97°C, а середня мінімальна – -6,38°C. Середня річна кількість опадів – 1051,00 мм.
| Клімат поселення                              | Клімат поселення | Клімат поселення | Клімат поселення | Клімат поселення | Клімат поселення | Клімат поселення | Клімат поселення | Клімат поселення | Клімат поселення | Клімат поселення | Клімат поселення | Клімат поселення | Клімат поселення |
| Показник                                      | Січ.             | Лют.             | Бер.             | Квіт.            | Трав.            | Черв.            | Лип.             | Серп.            | Вер.             | Жовт.            | Лист.            | Груд.            |                  |
| Середній максимум, °C                         | 5,72             | 7,65             | 11,81            | 16,18            | 20,94            | 23,97            | 23,52            | 23,00            | 19,04            | 13,92            | 8,33             | 4,35             |                  |
| Середня температура, °C                       | −0,33            | 1,60             | 5,76             | 10,12            | 14,88            | 17,90            | 19,65            | 19,12            | 15,17            | 10,04            | 4,44             | 0,46             |                  |
| Середній мінімум, °C                          | −6,38            | −4,46            | −0,28            | 4,06             | 8,84             | 11,85            | 15,76            | 15,24            | 11,27            | 6,16             | 0,56             | −3,42            |                  |
| Норма опадів, мм                              | 50               | 54               | 71               | 77               | 90               | 125              | 103              | 103              | 104              | 101              | 99               | 74               |                  |
| Середньомісячна швидкість вітру, м/с          | 1.62             | 1.80             | 2.20             | 2.20             | 2.09             | 1.90             | 1.80             | 1.60             | 1.60             | 1.62             | 1.73             | 1.70             |                  |
| Середньомісячна сонячна радіація, кДж/м²·день | 4053             | 6771             | 10426            | 14755            | 18829            | 20495            | 21304            | 18563            | 13704            | 8538             | 4484             | 3210             |                  |
| --------------------------------------------- | ---------------- | ---------------- | ---------------- | ---------------- | ---------------- | ---------------- | ---------------- | ---------------- | ---------------- | ---------------- | ---------------- | ---------------- | ---------------- |
| Джерело:                                      |                  |                  |                  |                  |                  |                  |                  |                  |                  |                  |                  |                  |                  |